# The Helping Hand

The Helping Hand est un film muet américain réalisé par D. W. Griffith, sorti en 1908.

## Synopsis
Après une cérémonie mouvementée, Daisy est enfin mariée.

## Fiche technique
- Titre : The Helping Hand
- Réalisation et scénario : D. W. Griffith
- Société de production et de distribution : American Mutoscope and Biograph Company[1]
- Photographie : Arthur Marvin
- Pays :  États-Unis
- Format[2] : Noir et blanc - Muet - 1,33:1 ou 1,37:1[3] - 35 mm[3],[4]
- Longueur de pellicule : 841[3] ou 879 pieds (268 mètres[4])
- Durée : 15 minutes (à 16 images par seconde)[2]
- Date de sortie : 29 décembre 1908

## Distribution
Les noms des personnages proviennent de l'Internet Movie Database.
- David Miles
- Harry Solter : Bill Wolfe
- Linda Arvidson : Daisy Harcourt
- Robert Harron : le messager
- Arthur V. Johnson : M. Miller
- Dorothy Sunshine
- Mack Sennett : un invité au mariage
- Florence Lawrence : une invitée au mariage
- Flora Finch : Mme Harcourt[3],[5]
- George Gebhardt : l'homme avec la lettre / un invité au mariage[3],[5]
- Anita Hendrie : Jessie Marshall[3],[5]
- E. T. Moore[5]
- Charles Inslee[3],[5]
- Charles Avery : l'homme à la maison close[3],[5]
- Marion Leonard : une invitée au mariage[5]
- Tom Moore : l'homme au bureau / un invité au mariage[3],[5]

## Autour du film
Les scènes du film ont été tournées les 23 et 27 novembre 1908 à Central Park.